# Сірако (Тіба)

35°27′16″ пн. ш. 140°22′28″ сх. д. / 35.45444° пн. ш. 140.37444° сх. д.
Сірако́ (яп. 白子町, しらこまち, МФА: [ɕiɾako mat͡ɕi̥]) — містечко в Японії, в повіті Тьосей префектури Тіба. Станом на 1 жовтня 2008 площа містечка становила 27,46 км². Станом на 1 січня 2009 населення містечка становило 12 442 осіб.